# Hurra för Anderssons
Hurra för Anderssons (norska: Hurra for Andersens!) är en norsk romantisk filmkomedi och familjefilm från 1966 regisserad av Knut Andersen. I huvudrollerna syns Arve Opsahl, Aud Schønemann, Rolv Wesenlund och Elsa Lystad. Filmen bygger på Sigbjørn Hølmebakks roman Hurra for Andersens.

## Handling
Pappa och mamma Anderson och deras fyra barn bor i en nedlagd lanthandel i utkanten av Oslo. Där trivs de, men många av grannarna som bor i det moderna radhuset är upprörda över familjen Andersen och deras bristande respekt för samhällets ordningsregler. Bygglagets ordförande Alf Hermansen och grannfrun Salvesen har genom åren haft många mysiga stunder tillsammans om den gemensamma upprördhet de känner för familjen Anderson. Det blir inte bättre när paret Anderson vinner stort på tipset och bestämmer sig för att gifta sig. De bjuder därför in alla sina grannar till bröllopsfesten, men komplikationer uppstår när de sätter den på samma datum som bygglagets 5-årsfirande. Folk i bostadsföreningen börjar därför bilda läger. Bostadsrättschefen anställer professionella musiker i ett försök att sabotera Andersens arrangemang. Trots stridigheterna slutar det med ett stort bröllop med fred och försoning.

## Rollista
- Arve Opsahl – Carl Alfred Andersen
- Aud Schønemann – Hildur Evensen, Andersons förlovade
- Wenche Sandnæs – Tone Andersen, 17 år
- Kristine Reymert – Sylvi Andersen, 10 år
- Peter Reymert – Roger Andersen, 7 år
- Agnete Reymert – Vesla Andersen, 3 år
- Rolv Wesenlund – Hermansen
- Elsa Lystad – fru Salvesen
- Gard Øyen – Erik Hermansen
- Randi Kolstad – fru Hermansen
- Kaare Zachariassen
- Carsten Byhring – Andersons kollega
- Kari Diesen – skräddaren
- Tore Foss – ordföranden
- Bernt Erik Larssen – huvudmästaren
- Rolf Sand – styrelsemedlem
- Hans Stormoen – prästen
- Ottar Wicklund – belysningsarbetaren

## Mottagande
Filmen blev bra mottagen av recensenter. Bland annat gav Dagbladet, Aftenposten och VG filmen fyra i betyg, medan Dagsavisen gav den tre.
NRK skrev i samband med en visning av filmen 2003 att: «Radarparet Arve Opsahl og Aud Scønemann scorer høyt i denne filmen som er laget over Sigbjørn Hølmebakks manus. Det samme gjør så avgjort Rolf Wesenlund og Elsa Lystad som nabolagets prestisjejegere.» De skrev vidare: «Hurra for Andersens” er så absolutt i slekt med forgjengere som Støv på hjernen og Sønner av Norge».

## Musik
Filmen innehåller ett musikalskt liveframträdande av den norska bluesgruppen Public Enemies. Wenche Sandnæs framför sången Hurra for Andersens, komponerad av Egil Monn-Iversen och med text av Alfred Næss. Den utgavs på singeln Nor-Disc NOR 146. Sången utkom 1993 också på samlingsalbumet Norske filmklassikere av PolyGram.
Arve Opsahl framför låten Carl Alfred Andersens vuggevise, komponerad av Egil Monn-Iversen med text av Alfred Næss. Låten utkom också på singeln Nor-Disc NOR 146.